# Incidente di Imo
L'incidente di Imo (임오군란?, 壬午軍亂?, ImogunlanLR, ImogunlanMR), ricordato a volte come ammutinamento di Imo, rivolta dei soldati o in giapponese Jingo-gunran, fu una violenta rivolta scoppiata a Seul nel 1882. Ebbe inizio il 23 luglio 1882 ad opera di soldati dell'esercito Joseon, ai quali si unì successivamente una parte della popolazione. I motivi della rivolta furono sia il sostegno di re Gojong alle riforme e alla modernizzazione del Paese, sia l'impiego di consiglieri militari giapponesi. Alcune fonti sostengono che la scintilla della rivolta furono delle voci diffusesi tra i soldati coreani, secondo le quali la nuova struttura dell'esercito avrebbe previsto la presenza di ufficiali giapponesi. Alcuni spiegano il dilagare della violenza con le scelte e i comportamenti provocatori dei consiglieri militari giapponesi che dal 1881 stavano addestrando la prima forza militare moderna della Corea, il Pyŏlgigun (o Byeolgigun, Gyoryeonbyeongdae, Waepyeolgi). La causa scatenante della rivolta è però generalmente attribuita al mancato pagamento del salario ai soldati, che trovarono sabbia e riso scadente nelle loro razioni. All'epoca, i soldati potevano essere pagati in riso, che veniva utilizzato al posto del denaro.
I rivoltosi linciarono alcuni funzionari governativi, distrussero le case di alcuni ministri, occuparono il palazzo Changdeokgung e tentarono di assassinare la regina Min, che dovette fuggire travestendosi da dama di corte. Si scagliarono anche contro i membri della legazione giapponese, che a malapena riuscirono a fuggire da Seul a bordo della nave britannica Flying Fish. Durante la sommossa furono uccisi alcuni giapponesi, tra cui il consigliere militare Horimoto Reizo (堀本礼造}.

## Contesto

### Isolazionismo coreano
Già da prima del XIX secolo la Corea perseguiva una rigida politica di isolamento. Fatta eccezione per le missioni ufficiali in Cina e per le occasionali missioni diplomatiche in Giappone, che dopo la metà del XVIII secolo divennero più rare e limitate all'isola di Tsushima, ai coreani era vietato lasciare il Paese. A tutti gli stranieri era impedito l'ingresso nel Paese, ad eccezione dei cinesi in missione diplomatica e dei commercianti giapponesi, che però potevano operare solo in un piccolo complesso fortificato, il Waegwan, a Pusan. Il commercio con l'estero era praticamente limitato alla Cina ed era condotto in luoghi designati lungo il confine tra Corea e Manciuria.

### Politica coreana
Nel gennaio 1864 re Cheoljong morì senza un erede maschio e re Gojong salì al trono all'età di 12 anni. Il padre del nuovo re, Yi Ha-ŭng, divenne il Daewongun o "Signore della Grande Corte", reggente del regno in nome del figlio. Con la sua ascesa al potere, il Daewongun avviò una serie di riforme volte a rafforzare la monarchia a spese della classe degli yangban. Promotore di una politica isolazionista, fu determinato nell'epurare il regno da qualsiasi idea straniera vi si fosse infiltrata.
Nella storia coreana, i suoceri del re avevano sempre goduto di grande potere. Per questo motivo il Daewongun cercò di prevenire ogni possibile minaccia alla sua autorità scegliendo come sposa per suo figlio una ragazza orfana appartenente al clan Yeoheung Min, un clan privo di potenti legami politici. Con la regina Min come nuora e consorte reale, il Daewongun sentiva di poter mantenere al sicuro il proprio potere. Una volta regina, però, Min fece nominare molti suoi parenti in posizioni influenti e si alleò con i nemici politici del Daewongun, tanto che alla fine del 1873 aveva acquisito abbastanza influenza da estrometterlo dal potere. Nell'ottobre 1873, quando lo studioso confuciano Choe Ik-hyeon presentò un memoriale al re Gojong, esortandolo a governare a pieno titolo, la regina Min colse l'occasione per costringere il suocero a ritirarsi dalla vita politica. L'allontanamento del Daewongun portò la Corea ad abbandonare la sua politica isolazionista, a partire dal trattato Giappone-Corea del 1876 (o trattato di Ganghwa).

### Introduzione della politica "illuminista"
Subito dopo l'apertura del Paese al mondo esterno, il governo coreano adottò una politica "illuminista", volta a raggiungere la prosperità nazionale e la forza militare attraverso la dottrina del tongdo sŏgi, cioè "modi orientali e macchine occidentali". Per modernizzare il loro Paese, i coreani cercarono di introdurre e di adottare la tecnologia occidentale, conservando però i valori e il patrimonio culturale del Paese. Subito dopo la firma del trattato di Ganghwa, la corte inviò in Giappone una missione guidata da Kim Ki-su, uno stimato studioso e funzionario. Si trattava della prima missione di questo genere dal 1810. Kim entrò in contatto con funzionari che gli mostrarono alcune delle riforme introdotte in Giappone ed ebbe anche un incontro con l'imperatore. Kim lasciò il Giappone senza che le modernizzazioni e le riforme giapponesi gli lasciassero una grande impressione: invece di sfruttare il viaggio come un'opportunità per introdurre la Corea in un mondo in rapida evoluzione, esso fu trattato come un'occasionale missione volta a manterene buone "relazioni di vicinato". Kim Ki-su donò al re il diario delle sue osservazioni, intitolato Iltong kiyu ("Resoconto di un viaggio in Giappone").
Passarono altri quattro anni prima che il re inviasse un'altra missione, nel 1880. La missione era guidata da Kim Hong-jip, un osservatore entusiasta delle riforme in atto in Giappone. Durante la permanenza in Giappone, Kim Hong-jip incontrò il diplomatico cinese Huang Zunxian, che gli sottopose uno studio intitolato Chaoxian Celue ("Una strategia per la Corea"). In esso si metteva in guardia la Corea dalla minaccia russa e si raccomandava al governo coreano di mantenere relazioni amichevoli con il Giappone (ancora troppo debole economicamente per costituire una minaccia immediata), di lavorare a stretto contatto con la Cina e di cercare un'alleanza con gli Stati Uniti, come contrappeso alla Russia. Dopo il ritorno in patria, Kim Hong-jip presentò il documento al re Gojong, che ne rimase talmente colpito da farne fare delle copie da distribuire ai suoi funzionari. Molti conservatori si indignarono alla proposta di allearsi con i barbari occidentali e di mantenere relazioni amichevoli con il Giappone: il re reagì giustiziando un importante funzionario e bandendone altri. Il documento divenne la base della politica estera coreana.
Nel gennaio 1881, il governo avviò una riforma amministrativa e istituì il T'ongni kimu amun ("Ufficio per gli affari straordinari dello Stato"), modellato sulle strutture amministrative cinesi. Alle dipendenze di questo ufficio c'erano 12 sa ("agenzie"), che si occupavano delle relazioni con la Cina (Sadae), delle questioni diplomatiche con le nazioni straniere (Kyorin), degli affari militari (Kunmu), dell'amministrazione dei confini (Pyŏnjŏng), del commercio estero (T'ongsang), delle forniture militari (Kunmul), della produzione di macchinari (Kigye), delle costruzioni navali (Sŏnham), della sorveglianza costiera (Kiyŏn), del reclutamento del personale (Chŏnsŏn), degli appalti speciali (Iyong) e dell'insegnamento di lingue straniere (Ŏhak). Tra il maggio ed il settembre del 1881 fu inviata una missione di carattere tecnico, che viaggiò in tutto il Giappone ispezionando strutture amministrative, militari, educative e industriali. In ottobre, un piccolo gruppo di inviati coreani si recò a Tientsin per studiare la moderna produzione di armi. Tecnici cinesi furono invitati a fabbricare armi a Seul. Nel luglio 1883, un'altra missione diplomatica si recò negli Stati Uniti, dove incontrò i leader del governo americano, tra cui il presidente Chester A. Arthur.

### Politica giapponese nei confronti della Corea
Negli anni 1880 le discussioni sulla sicurezza nazionale giapponese si concentrarono sulla questione delle riforme in Corea. Come affermò il consigliere militare tedesco Jacob Meckel, la Corea era un "pugnale puntato al cuore del Giappone". Ciò che rendeva la Corea motivo di preoccupazione non era solo la sua vicinanza, ma anche la sua incapacità di difendersi. Una Corea veramente indipendente non avrebbe rappresentato per il Giappone un problema per la sicurezza nazionale, mentre una Corea arretrata e debole sarebbe stata una possibile preda per altre potenze straniere. In Giappone vi era consenso politico sul fatto che l'indipendenza della Corea non poteva essere ottenuta se non con l'importazione della "civiltà" occidentale, attraverso un programma di riforme analoghe a quelle attuate nel Giappone Meiji. L'interesse giapponese per le riforme in Corea non era altruistico: esse avrebbero permesso alla Corea di resistere alle intrusioni straniera, il che era nell'interesse del Giappone, ma avrebbero nel contempo dato ai giapponesi l'opportunità di giocare un ruolo più importante nella penisola. Ai leader Meiji restava da scegliere tra una politica morbida, appoggiando gli elementi riformisti all'interno della Corea e fornendo loro assistenza, e una più aggressiva, interferendo attivamente nella politica coreana per assicurare che le riforme avessero luogo. Il Giappone dei primi anni 1880 era economicamente debole a causa delle rivolte contadine e delle ribellioni dei samurai del decennio precedente. Il Paese stava anche lottando contro l'inflazione, risultato di queste difficoltà interne. Di conseguenza il governo Meiji adottò una politica morbida, incoraggiando la corte coreana a seguire il modello giapponese ma offrendo poca assistenza concreta, ad eccezione dell'invio di una piccola missione militare, guidata dal tenente Horimoto Reizo e incaricata di addestrare il Pyŏlgigun. A preoccupare i giapponesi erano le attività dei cinesi, che sembravano ostacolare il fragile gruppo di riformatori coreani. Anche se il governo Qing aveva allentato la sua presa sulla Corea nel 1876 (quando fu firmato il trattato di Ganghwa), Li Hongzhang molti alti funzionari cinesi, allarmati dall'annessione giapponese del Regno delle Ryūkyū nel 1879, temevano che altrettanto potesse accadere alla Corea.

### Trattato Shufeldt
Dal 1879 le relazioni della Cina con la Corea passarono sotto l'autorità di Li Hongzhang. Emerso come una delle figure più influenti in Cina dopo aver svolto un ruolo importante durante la ribellione dei Taiping, Li Hongzhang era un sostenitore del movimento di autorafforzamento. Nel 1879 fu nominato governatore generale della provincia di Zhili e commissario imperiale per i porti del nord. Come incaricato della politica cinese in Corea sollecitò i funzionari coreani ad adottare il programma di autorafforzamento della Cina per difendere il loro Paese dalle minacce straniere. Re Gojong accolse con favore la proposta di Li Hongzhang. A seguito della conclusione del trattato di Gangwha e del conseguente rischio di una crescente influenza giapponese in Corea, Li Hongzhang incoraggiò quest'ultima ad avviare trattative con gli Stati Uniti d'America; riteneva infatti che la Cina avrebbe potuto usare gli Stati Uniti per controbilanciare l'influenza del Giappone. Gli americani si dimostrarono interessati ad avviare trattative con i coreani ed inviarono il commodoro Robert Shufeldt nelle acque dell'Asia orientale. Nel 1880 Shufeldt incontrò alcuni ufficiali giapponesi e chiese loro, senza successo, di fare da mediatori tra americani e coreani. Sempre nel 1880, seguendo i consigli cinesi, il re Gojong decise di stabilire legami diplomatici con gli Stati Uniti. Shufeldt si recò quindi a Tientsin, dove incontrò Li Hongzhang, che durante i colloqui negoziò per conto dei coreani. A seguito delle negoziazioni, il 22 maggio 1882, a Incheon, fu firmato il trattato Corea-Stati Uniti. Il trattato, composto da 14 articoli, prevedeva la protezione dei naufraghi, la fornitura di carbone alle navi americane che entravano in Corea, i diritti al commercio in determinati porti coreani, lo scambio di rappresentanti diplomatici; concedeva inoltre agli americani diritti di extraterritorialità e agli Stati Uniti lo status di nazione più favorita. In cambio, gli Stati Uniti accettarono di non importare in Corea oppio o armi, le tariffe coreane furono mantenute alte, l'extraterritorialità fu dichiarata provvisoria fino a che le leggi e le procedure giudiziarie coreane non fossero rese conformi a quelle americane e non si parlò di consentire l'attività missionaria. Il trattato sollevò una questione significativa: lo status di nazione indipendente della Corea. Durante i colloqui con gli americani, Li Hongzhang, sostenendo che la Corea era stato a lungo uno Stato tributario della Cina, insistette affinché il trattato contenesse un articolo in cui si dichiarava che la Corea era una dipendenza della Cina. Shufeldt si oppose fermamente a tale articolo, sostenendo che un trattato tra Stati Uniti e Corea avrebbe dovuto riconoscere, come faceva il trattato di Ganghwa, che la Corea era uno Stato indipendente. Alla fine si raggiunse un compromesso: Shufeldt e Li Hongzhang concordarono che il re di Corea avrebbe notificato al presidente degli Stati Uniti che la Corea aveva lo status di Stato tributario della Cina. Il trattato tra il governo coreano e gli Stati Uniti divenne il modello per i trattati tra la Corea e gli altri Paesi occidentali, come quelli con la Gran Bretagna e la Germania nel 1883, quelli con l'Italia e la Russia nel 1884 e quello con la Francia nel 1886. Successivamente furono conclusi trattati commerciali con altri Paesi europei.

### Creazione delPyŏlgigun

Il Pyŏlgigun, la prima unità militare moderna della Corea

Nel 1881, nell'ambito del loro piano di modernizzazione della Corea, il Re Gojong e la Regina Min avevano invitato l'addetto militare giapponese, il tenente Horimoto Reizō, come consulente per la creazione di un esercito moderno. Da ottanta a cento giovani uomini dell'aristocrazia ricettero un addestramento militare giapponese e costituirono una formazione chiamata Pyŏlgigun ("Forza Speciale"). Nel gennaio 1882 fu riorganizzata anche la struttura della guarnigione esistente, composta da cinque armate, formando la Muwiyŏng ("Guarnigione delle guardie del palazzo") e la Changŏyŏng ("Guarnigione delle guardie della capitale"). I soldati dell'esercito regolare nutrirono presto del risentimento nei confronti del Pyŏlgigun, che era molto meglio equipaggiato e trattato di loro. Durante il processo di ristrutturazione dell'esercito erano stati inoltre congedati oltre 1000 soldati, la maggior parte dei quali anziani o disabili; quelli rimasti in servizio non ricevevano la paga in riso da tredici mesi. A giugno, re Gojong, informato della situazione, ordinò di dare un mese di riso ai soldati e diede incarico a Min Gyeom-ho, supervisore delle finanze del governo e nipote della regina Min, di occuparsene. Min Gyeom-ho, a sua volta, affidò la questione al suo amministratore, che vendette il riso buono che gli era stato dato usando poi il denaro ricavato per comprare del miglio, che mescolò con sabbia e crusca. Il riso dato alle truppe divenne così marcio e maleodorante da essere immangiabile.

## La rivolta

### L'inizio della rivolta
La distribuzione del riso avariato fece infuriare i soldati e il 23 luglio 1882 scoppiò la rivolta. I soldati infuriati si diressero verso la residenza di Min Gyeom-ho, sospettato di averli derubati del riso. Quando Min Gyeom-ho venne a sapere della rivolta, ordinò alla polizia di arrestare alcuni dei capibanda e annunciò che sarebbero stati giustiziati il mattino seguente. Min Gyeom-ho pensò che questo sarebbe servito da monito per gli altri, ma i rivoltosi, appresa la notizia degli arresti, fecero irruzione nella casa di Min Gyeom-ho. Poiché egli non si trovava nella sua residenza, i rivoltosi sfogarono la loro frustrazione distruggendo i suoi mobili e altri beni. I rivoltosi si diressero poi verso un'armeria, dove rubarono armi e munizioni: ora erano armati meglio di quanto non lo fossero mai stati come soldati. Quindi andarono alle prigioni e, dopo aver sopraffatto le guardie, liberarono non solo gli uomini che erano stati arrestati quel giorno da Min Gyeom-ho, ma anche molti prigionieri politici. Min Gyeom-ho, che si trovava nel Changdeokgung, chiese all'esercito di sedare la ribellione, ma ormai era troppo tardi: all'originario gruppo di rivoltosi si erano uniti i poveri della città e altri malcontenti.

### La fuga della legazione giapponese

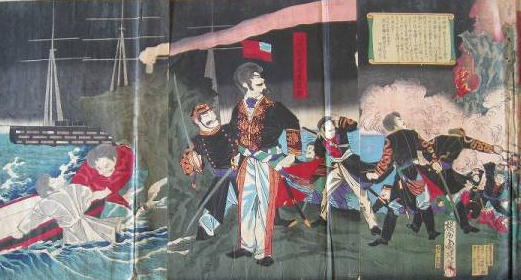
"La rivolta coreana del 1882", stampa su xilografia di Toyohara Chikanobu

I rivoltosi rivolsero ora la loro attenzione ai giapponesi. Un gruppo si diresse verso l'alloggio del tenente Horimoto Reizō, che fu ucciso a pugnalate. Un altro gruppo, composto da circa 3000 persone, saccheggiò un deposito, si armò e poi si diresse verso la legazione giapponese, dove si trovavano il ministro per la Corea, Hanabusa Yoshitada, diciassette membri del suo staff e dieci agenti di polizia. La folla circondò la legazione e cominciò a urlare, minacciando di uccidere tutti i giapponesi che si trovavano all'interno.
Hanabusa Yoshitada diede ordine di dar fuoco alla legazione e di distruggere i documenti. Le fiamme si propagarono rapidamente e, approfittando del fuoco e del fumo, i membri della legazione fuggirono attraverso un cancello posteriore. Si recarono quindi al porto, da dove una barca li portò, lungo il fiume Han, fino a Incheon. Inizialmente si rifugiarono presso il comandante di Incheon, ma quando giunse la notizia degli eventi di Seul, l'atteggiamento dei loro ospiti cambiò e i giapponesi capirono di non essere più al sicuro. Fuggirono nuovamente, sotto la pioggia, verso il porto, inseguiti dai soldati coreani. Sei giapponesi furono uccisi e cinque gravemente feriti. I sopravvissuti, che trasportavano i feriti, si allontanarono a bordo di una piccola imbarcazione verso il mare aperto, dove tre giorni dopo vennero salvati dalla nave britannica Flying Fish.

### L'attacco al palazzo reale

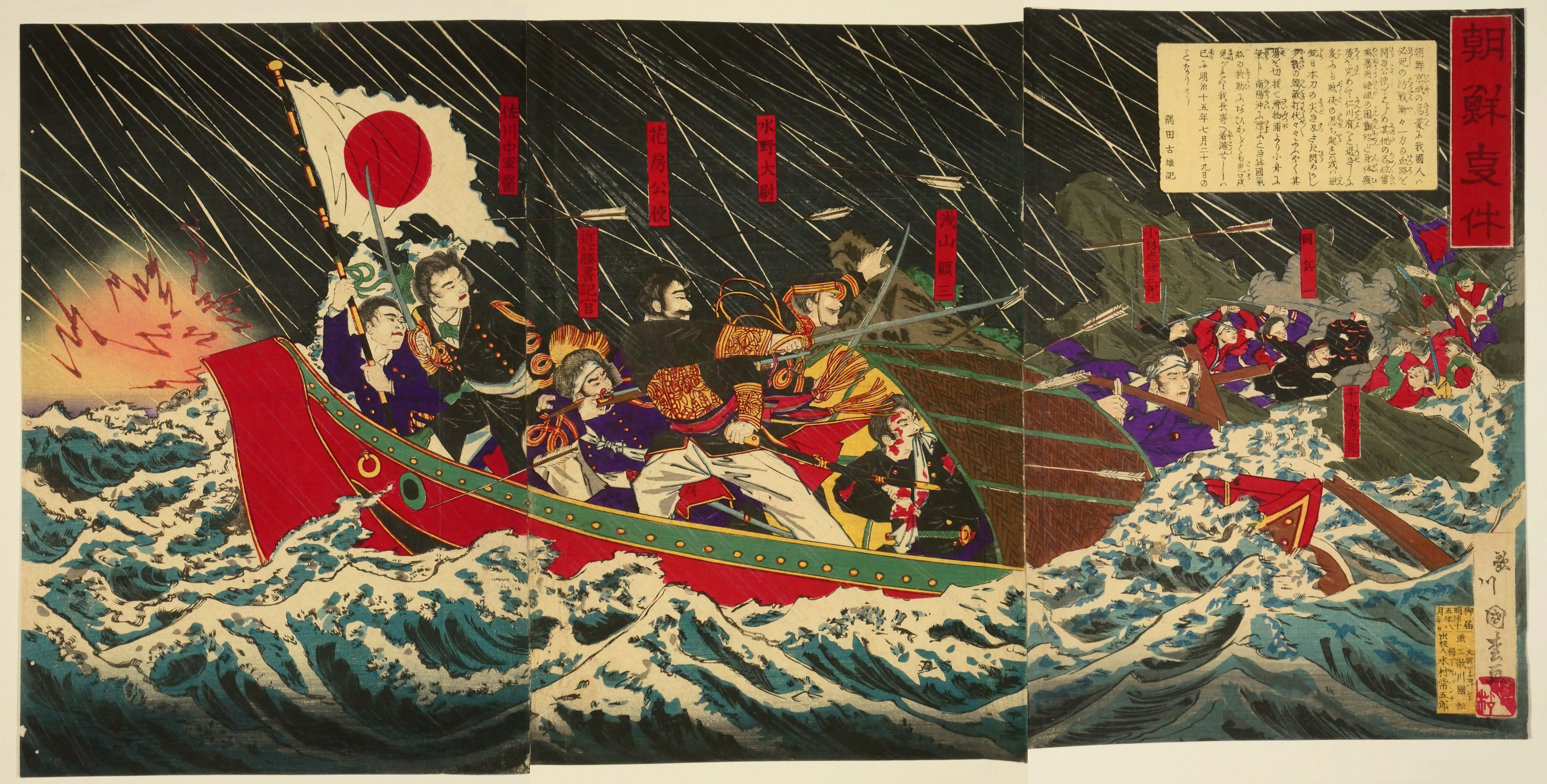
Ukiyo-e raffigurante la fuga della legazione giapponese

Il giorno dopo l'attacco alla legazione giapponese, il 24 luglio 1882, i rivoltosi si introdussero nel palazzo reale dove trovarono e uccisero Min Gyeom-ho e una dozzina di altri ufficiali di alto rango, tra cui Heungin-gun Yi Choe-Heung, il fratello maggiore del Daewongun, che in precedenza aveva criticato la politica di isolamento della Corea. Cercarono anche la regina Min con l'intenzione di ucciderla, sia perché apparteneva all'odiato clan Min, sia perché controllava a tutti gli effetti il governo corrotto. La regina riuscì a fuggire per un pelo, vestita come una normale dama di corte e trasportata a spalla da una guardia a lei fedele. La regina trovò rifugio nella casa di Min Eung-sik a Chungju, nella provincia di Chungcheong. Nel caos venutosi a creare, il Daewongun, che aveva appoggiato le proteste dei soldati, prese il potere e cercò di ristabilire l'ordine.

## Reazioni alla rivolta

### La reazione giapponese
Il Giappone, indignato per il trattamento riservato ai suoi cittadini, considerò gli eventi come un affronto alla reputazione della nazione giapponese. Il Ministro degli Esteri, Inoue Kaoru, ordinò ad Hanabusa Yoshitada di tornare a Seul con quattro navi da guerra, tre navi da carico e un battaglione di soldati. La sua missione era quella di incontrare gli alti funzionari coreani e di convincerli a fissare una data entro la quale i rivoltosi sarebbero stati consegnati alla giustizia in modo soddisfacente per il governo giapponese. Se i rivoltosi avessero attaccato a sorpresa i giapponesi, questi erano autorizzati a usare la forza militare, indipendentemente dalle misure prese dal governo coreano. Se i coreani avessero dato segno di voler proteggere o non punire i colpevoli, o se si fossero rifiutati di partecipare a qualsiasi discussione con i giapponesi, ciò sarebbe stato considerato dal Giappone una chiara violazione della pace. In tal caso, un inviato avrebbe consegnato un ultimatum al governo coreano accusandolo dei suoi crimini e le forze giapponesi avrebbero occupato il porto di Incheon in attesa di ulteriori ordini. Hanabusa Yoshitada fu ordinato di rifiutare la mediazione delle Cina o di qualsiasi altra nazione. Le istruzioni, tuttavia, si concludevano con una nota conciliante, in quanto il governo giapponese riteneva che il governo coreano non avesse intenzionalmente danneggiato le relazioni pacifiche e che ci sarebbe stato un sincero tentativo di ripristinare le tradizionali buone relazioni tra i due Paesi. L'incidente poteva persino fornire un'occasione per assicurare una pace duratura e, in considerazione dei sentimenti nazionali coreani, i giapponesi ritennero prematuro inviare una spedizione punitiva. Il ministro Hanabusa Yoshitada sarebbe tornato a Seul protetto dalle truppe dell'esercito e della marina, ma solo perché si temevano ulteriori violenze da parte dei rivoltosi.
Nonostante la convinzione che si sarebbe raggiunta una risoluzione pacifica della crisi, il governo giapponese autorizzò all'inizio di agosto il richiamo delle riserve. Inoue Kaoru notificò ai ministri occidentali a Tokyo la decisione del governo di inviare truppe e navi da guerra in Corea per proteggere i cittadini giapponesi. Egli sottolineò che le intenzioni del governo giapponese erano del tutto pacifiche, ma l'offerta di mediazione da parte del governo americano fu immediatamente rifiutata. L'imperatore Meiji, preoccupato per la situazione, inviò in Corea, come inviato personale, il ciambellano Yamaguchi Masasada che rimase lì fino alla firma del trattato Giappone-Corea del 1882 (trattato di Chemulpo).

### La reazione cinese
I cinesi ricevettero la notizia della ribellione da Li Shuchang, il ministro cinese a Tokyo. Il 1º agosto 1882 inviarono in Corea la Flotta del Pei-yang, comandata da Ding Ruchang e con a bordo il diplomatico Ma Jianzhong, e circa 4500 soldati, al comando del generale Wu Changqing. Le truppe cinesi, preso il controllo della situazione e sedata la ribellione, furono poi dislocate in vari punti di Seul. I cinesi, ritenendo il Daewongun colpevole di aver fomentato la ribellione, decisero di arrestarlo. Il 25 settembre 1882 tre alti ufficiali della marina cinese resero una visita di cortesia al Daewongun e, mentre se ne andavano, gli chiesero di partecipare a un importante incontro nella loro residenza in città. Il Daewongun fu obbligato dalle regole del galateo a ricambiare la visita e si recò all'accampamento cinese il giorno successivo. Inizialmente ci furono i soliti scambi di cortesie tra le due parti, ma a un segnale convenuto, che consisteva nell'alzare un bicchiere di vino per brindare alla lunga vita del Daewongun, soldati cinesi fecero irruzione nella stanza, arrestarono il Daewongun e lo fecero salire su un palanchino. Fu trasportato sulla nave da guerra Weiyuan e, ancora all'interno del palanchino, fu portato in Cina. Fu liberato dal palanchino solo quando la Weiyuan raggiunse Tientsin. A Tientsin fu interrogato da Li Hung-chang, che cercò senza successo di fargli ammettere la sua responsabilità per la rivolta. Li Hung-chang ordinò quindi che il Daewongun fosse rimesso nel suo palanchino e portato in una città a circa sessanta miglia a sud-ovest di Pechino, dove per tre anni fu confinato in una stanza e tenuto sotto stretta sorveglianza.

## Conseguenze

### Riaffermazione dell'influenza cinese
Dopo l'incidente, la Cina riaffermò la propria sovranità sulla Corea e mantenne la presenza di truppe a Seul, al comando di Wu Changqing. I cinesi decisero inoltre di rafforzare la loro influenza sul governo coreano. Furono inviati in Corea due consiglieri speciali per gli affari esteri che rappresentavano gli interessi cinesi: il tedesco Paul Georg von Möllendorff, che era uno stretto confidente di Li Hongzhang, e il diplomatico Ma Jianzhong. Wu Changqing, insieme a un gruppo di ufficiali, si occupò dell'addestramento dell'esercito coreano e fornì ai coreani 1000 fucili, due cannoni e 10000 munizioni. Fu inoltre creato il Ch'in'gunyŏng ("Comando delle guardie della capitale"), una formazione militare addestrata sul modello cinese da Yuan Shikai.
Nell'ottobre 1882 i due Paesi firmarono un trattato che stabiliva la dipendenza della Corea dalla Cina e concedeva ai mercanti cinesi il diritto di condurre liberamente affari via terra e via mare all'interno dei confini coreani. Il trattato concedeva ai cinesi vantaggi sostanziali rispetto ai giapponesi e agli occidentali, tra i quali privilegi unilaterali di extraterritorialità nelle cause civili e penali. L'aumento del numero di mercanti cinesi inflisse un duro colpo a quelli coreani. Pur permettendo ai coreani di commerciare a Pechino, il trattato era in effetti un regolamento imposto ad un vassallo e riaffermava la dipendenza della Corea dalla Cina. Nel 1883 i cinesi supervisionarono la creazione di un servizio doganale marittimo coreano, a capo de quale posero von Möellendorff.
Il governo cinese iniziò a trasformare il suo ex Stato tributario in una semi-colonia, con Re Gojong incapace di nominare diplomatici senza l'approvazione cinese e truppe di stanza a Seul per proteggere gli interessi cinesi nel Paese. 

### Il rafforzamento militare del Giappone
Negli anni 1870 il governo giapponese aveva dovuto affrontare le rivolte contadine e le ribellioni dei samurai, che avevano portato a un'inflazione dilagante e a difficoltà finanziarie. Di conseguenza, alla fine del 1880, il governo decise di stabilizzare la moneta con un aumento della tassazione. L'incidente di Imo aveva però reso evidente la limitata potenza militare e navale del Giappone e quindi l'urgenza di dotarlo di un esercito più potente. A differenza dei cinesi, che avevano inviato rapidamente una forza di spedizione a Seul e avevano ristabilito l'ordine e preso il controllo della situazione grazie alla loro superiorità militare sui rivoltosi, i giapponesi erano stati costretti ad adottare una politica meno interventista. Per molti, tra cui Yamagata Aritomo, la lezione era chiara: un esercito di leva di quarantamila uomini non era più adeguato alle esigenze del Giappone e non lo era nemmeno una marina priva di navi da trasporto per inviare le truppe all'estero: se fossero scoppiate le ostilità con la Corea o la Cina, il Giappone si sarebbe trovato in una situazione difficoltosa. Nel settembre 1882 Iwakura Tomomi informò anche il Daijō-kan che una forza navale più potente era essenziale per un Paese marittimo come il Giappone. Se il Giappone fosse entrato in guerra, non avrebbe avuto abbastanza navi per proteggere le isole e se avesse usato la sua flotta per proteggere le isole non sarebbe stato in grado di sferrare un attacco sul continente. Poiché i cinesi stavano aumentando le loro forze navali, il Giappone non sarebbe stato in grado di difendersi dalla Cina in un eventuale conflitto futuro. Secondo Iwakura erano estremamente urgenti maggiori investimenti per la marina, anche se ciò significava aumentare le tasse.
Anche il ministro delle Finanze Matsukata Masayoshi concordò sulla necessità di trovare risorse finanziarie per un rafforzamento militare e navale. Le spese militari giapponesi crebbero costantemente negli anni 1880. Nel 1880 le spese militari ammontavano al 19% delle spese dello Stato, nel 1886 erano salite al 25% e nel 1890 avevano raggiunto il 31%. Nel 1883 i piani prevedevano una sostanziale espansione dell'Esercito imperiale giapponese con ventotto reggimenti di fanteria, tra cui quattro reggimenti della guardia imperiale, sette battaglioni di cavalleria, sette battaglioni di artiglieria da campo (ciascuno composto da due battaglioni di cannoni da campo e da un battaglione di cannoni da montagna), sette battaglioni di ingegneri e sette battaglioni di trasporto. Il potenziamento della cavalleria, del genio e delle unità di trasporto mirava a riorganizzare l'esercito in una forza in grado di combattere sul continente. Anche la Marina imperiale giapponese sviluppò i propri piani, che prevedevano l'espansione della flotta a quarantadue navi, trentadue delle quali avrebbero dovuto essere costruite ex novo. Nei due anni successivi furono acquistate o messe in costruzione dodici nuove navi.